# Разюпін Сергій
Сергій Разюпін (нар. 1941, Москва, СРСР) — радянський російський футболіст, захисник та півзахисник.

## Життєпис
Професіональну кар'єру розпочинав у клубі Класу «А» «Динамо» з Москви, але в команді, яка за підсумками сезону завоювала золоті медалі першості СРСР, матчів так і не провів. Наступний сезон почергово грав у дублюючих складах московського «Спартака» й «Калева» з Талліна. З 1961 по 1962 роки грав за «Авангард» з Харкова. Після цього два роки захищав кольори клубів Класу «Б» «Торпедо» (Таганрог) та «Серпухов». У 1964 році перейшов до складу ЦСКА. У перший свій сезон провів 4 матчі в чемпіонаті, з яких на три вийшов в стартовому складі. У другому сезоні провів лише два матчі. Всього ж у складі армійців за два сезони провів 6 матчів та став дворазовим бронзовим призером чемпіонату СРСР. У 1965 році повернувся в «Авангард» за який провів два матчі за 2 роки в другій група класу «А». Далі грав у махачкалинському «Динамо» й «Торпедо» з Таганрога. Футбольну кар'єру завершив у 1969 році виступами в костромському «Спартаку».

## Досягнення
- Вища ліга СРСР
  -  Бронзовий призер (2): 1964, 1965